# Gloria Gaynor
Gloria Gaynor (n.Fowles, 7 septembrie 1949, Newark, New Jersey) este o cântăreață de origine americană.

## Discografie

### Albume
- 1975: Never Can Say Goodbye (MGM) - US Pop #25, US R&B #21
- 1975: Experience Gloria Gaynor (MGM) - US Pop #64, US R&B #32
- 1976: I've Got You (Polydor) - US Pop #107, US R&B #40
- 1977: Glorious (Polydor) - US Pop #183
- 1978: Park Avenue Sound (Polydor)
- 1978: Love Tracks (Polydor) - US Pop #4, US R&B #4
- 1979: I Have a Right (Polydor) - US Pop #58, US R&B #56
- 1980: Stories - US Pop #178
- 1981: I Kinda Like Me (Polydor) -US Pop #206
- 1983: Gloria Gaynor (Ecstacy) - US Pop #210
- 1984: I Am Gloria Gaynor (Chrysalis)
- 1986: The Power of Gloria Gaynor (Stylus)
- 1990: Gloria Gaynor '90
- 1992: Love Affair
- 1995: I'll Be There (Radikal)
- 1997: The Answer (Florical)
- 2002: I Wish You Love (Bell)
- 2005: Live! At John J. Burns Town Park (Instant Live)
- 2007: Christmas Presence (Glolo)

### Compilații
- 1977 - The Best of Gloria Gaynor
- 1982 - Greatest Hits
- 1994 - Reach Out
- 1995 - I'll Be There
- 1996 - The Collection
- 1998 - I Will Survive: The Anthology
- 1998 - The Gloria Gaynor Album
- 2000 - 20th Century Masters: The Millennium Collection: The Best of Gloria Gaynor
- 2001 - Ten Best: The Millennium Versions
- 2002 - I Will Survive
- 2006 - All The Hits Remixed